# Saratoga Table
Saratoga Table är en platå i Antarktis. Den ligger i Västantarktis. Argentina och Storbritannien gör anspråk på området.